# Gerberga van Hamaland
Gerberga van Hamaland (rond 912 - overlijdensdatum onbekend) was een dochter van Meginhard IV.
Gerberga (Geva) huwde met Dirk I, zoon van Gerulf I.

Zoon:
- Dirk II. Op jeugdige leeftijd werd Dirk II in 938 verloofd met de eveneens zeer jeugdige Hildegard van Vlaanderen, dochter van graaf Arnulf I van Vlaanderen.

## Voetnoten
1. ↑   Schatting op basis van de geboorte van haar kind